# Малкий Виршець
Ма́лкий Вирше́ць (болг. Малки Вършец) — село в Габровській області Болгарії. Входить до складу общини Севлієво.

## Населення
За даними перепису населення 2011 року у селі проживали 215 осіб.
Національний склад населення села:
| Національність   | Кількість осіб | Відсоток |
| ---------------- | -------------- | -------- |
| болгари          | 144            | 67,0%    |
| турки            | 59             | 27,4%    |
| цигани           | 10             | 4,7%     |
| Всього відповіли | 215            |          |

Розподіл населення за віком у 2011 році:
Динаміка населення: